# هيديهارو موري
هيديهارو موري (森英治 موري هيديهارو) هو ملحن ياباني ولد في 26 فبراير 1958 في أوساكا.

## أعماله في الأنمي

### مسلسلات أنمي تلفزيونية
- GIANT KILLING
- رانما ½ (بالتعاون مع كينجي كاواي و أكيهيسا ماتسوورا)
- الأرجوحة الطائرة
- إكس إكس إكس هوليك (بالتعاون مع S.E.N.S.)
- XXXHOLiC:كيه (بالتعاون مع S.E.N.S.)
- كيمي ني تودوكي (بالتعاون مع S.E.N.S.)
- بلاك روك شوتر

### أوفا أنمي
- XXXHOLiC شونموكي (بالتعاون مع S.E.N.S.)
- XXXHOLiC:رو (بالتعاون مع S.E.N.S.)
- تشين كرونيكل (بالتعاون مع مانامي كيوتا)

### أفلام أنمي
- توفو كوزو (بالتعاون مع S.E.N.S.)

## وصلات خارجية
- هيديهارو موري على موقع IMDb (الإنجليزية)
- هيديهارو موري على موقع ميوزك برينز (الإنجليزية)
- هيديهارو موري على موقع أول ميوزيك (الإنجليزية)
- هيديهارو موري على موقع ديسكوغز (الإنجليزية)
- هيديهارو موري على موقع قاعدة بيانات الفيلم (الإنجليزية)
- هيديهارو موري على موقع ANN person (الإنجليزية)